# HMS Benbow (1913)
HMS Benbow là một thiết giáp hạm dreadnought của Hải quân Hoàng gia Anh Quốc; là chiếc thứ ba thuộc lớp thiết giáp hạm Iron Duke, tên của nó được đặt nhằm tôn vinh Đô đốc John Benbow. Benbow được đặt hàng trong Dự toán chế tạo hải quân 1911 và được chế tạo tại xưởng tàu của hãng William Beardmore and Company ở Glasgow. Nó được đặt lườn vào ngày 30 tháng 5 năm 1912 và được hạ thủy vào ngày 12 tháng 11 năm 1913. Nó được đưa ra hoạt động vào tháng 10 năm 1914, sau khi Chiến tranh Thế giới thứ nhất bùng nổ.
Benbow đã phục vụ trong chiến tranh trong thành phần Hạm đội Grand, và đã dẫn đầu một hải đội của hạm đội này trong trận hải chiến lớn nhất của cuộc chiến tranh, trận Jutland, vào năm 1916. Nó trải qua thời gian còn lại của chiến tranh tại vùng biển nhà, nhưng đã được phái đến Địa Trung Hải sau khi chiến tranh kết thúc, rồi đến Hắc Hải. Tại đây nó tiến hành một số cuộc bắn phá bờ biển nhằm hỗ trợ cho lực lượng Bạch vệ trong cuộc Nội chiến Nga cho đến khi chúng thất bại vào năm 1920. Nó tiếp tục ở lại cùng Hạm đội Địa Trung Hải cho đến năm 1926, rồi được điều về Hạm đội Đại Tây Dương. Benbow ngừng hoạt động vào năm 1929, được giải giáp theo những điều khoản của Hiệp ước Hải quân London năm 1930 và bị bán để tháo dỡ vào năm 1931.

## Thiết kế và chế tạo

### Thiết kế
Những chiếc trong lớp Iron Duke có thiết kế dựa trên phiên bản mở rộng của lớp thiết giáp hạm King George V (1911) dẫn trước. Benbow có chiều dài chung 622 foot (189,6 m), mạn thuyền rộng 90 foot (27,4 m), và độ sâu của mớn nước là 29 foot (8,8 m) khi đầy tải nặng. Trọng lượng choán nước của Benbow là 25.000 tấn Anh (25.000 t), nặng hơn so với lớp dẫn trước chủ yếu là do gia tăng cỡ nòng của dàn pháo hạng hai. Hệ thống động lực bao gồm bốn turbine hơi nước Parsons dẫn động trực tiếp; hơi nước được cung cấp từ 18 nồi hơi Babcock & Wilcox đốt than, có bổ sung thiết bị phun dầu để nhanh chóng nâng áp lực hơi nước. Động cơ cung cấp một tổng công suất 29.000 hp (22.000 kW), cho phép đạt đến tốc độ tối đa 21,5 hải lý trên giờ (39,8 km/h; 24,7 mph); Benbow có thể mang theo tối đa 3.250 t (3.200 tấn Anh; 3.580 tấn Mỹ) than cùng 1.050 t (1.030 tấn Anh; 1.160 tấn Mỹ) dầu; cho phép nó có tầm hoạt động tối đa 7.780 hải lý (14.410 km; 8.950 mi) ở tốc độ đường trường 10 kn (19 km/h; 12 mph).
Benbow mang một dàn pháo chính bao gồm mười khẩu pháo BL 13,5 in (340 mm) Mk V trên năm tháp pháo nòng đôi bố trí trên trục giữa, gồm hai tháp pháo phía trước và hai phía sau bắn thượng tầng, cùng một tháp pháo giữa tàu nhưng có góc bắn giới hạn. Dàn pháo hạng hai là một cải tiến lớn so với lớp King George V dẫn trước, thay thế pháo 4 inch (100 mm) bằng 12 khẩu pháo cỡ nòng 6 inch (150 mm), cho phép Benbow đối đầu hiệu quả với tàu khu trục và tàu phóng lôi lớn hơn đang được chế tạo; tuy nhiên chúng bị ngập nước nặng khi di chuyển lúc biển động. Lớp Iron Duke cũng là những tàu chiến Anh đầu tiên được trang bị vũ khí phòng không với 2 pháo QF 3 in (76 mm) 20 cwt và 5 súng máy. Benbow cũng mang theo bốn ống phóng ngư lôi 21 inch (530 mm) hai bên mạn tàu.
Benbow có đai giáp dày đến 300 mm (12 in) ở phần trung tâm của con tàu, nơi hầm đạn, phòng động cơ cùng các bộ phận thiết yếu của nó được bố trí. Đai giáp được vuốt mỏng còn 100 mm (3,9 in) về phía mũi và đuôi con tàu. Bệ tháp pháo có các mặt hông dày 250 mm (9,8 in) và phía sau dày 75 mm (3,0 in), nơi đạn pháo khó có thể bắn trúng. Bản thân tháp pháo có vỏ giáp dày 280 mm (11 in) ở các mặt. Lớp sàn bọc thép của con tàu dày 1–2,5 in (25–64 mm). Sau trận Jutland vào tháng 5 năm 1916, có khoảng 820 tấn (820 t) vỏ giáp được bổ sung, chủ yếu nhằm gia cố sàn tàu chung quanh các tháp pháo chính và tăng cường vách ngăn cho các hầm đạn. Không giống như con tàu chị em Iron Duke, nó không trang bị lưới chống ngư lôi, do ảnh hưởng làm giảm tốc độ con tàu.

### Chế tạo
Benbow được đặt hàng trong Dự toán chế tạo hải quân 1911 và hợp đồng chế tạo nó được trao cho xưởng tàu của hãng William Beardmore and Company ở Glasgow. Nó được đặt lườn vào ngày 30 tháng 5 năm 1912 và hạ thủy vào ngày 12 tháng 11 năm 1913. Benbow được đưa ra hoạt động vào ngày 7 tháng 10 năm 1914, là chiếc thứ ba trong lớp Iron Duke được đưa vào hoạt động, sau các tàu chị em HMS Iron Duke và HMS Marlborough. Nó có chi phí khoảng 1.891.600 Bảng Anh. Khi chạy thử máy Benbow đạt được công suất 32.530 ihp (24.260 kW) và vượt hơn tốc độ thiết kế.

## Lịch sử hoạt động

### Mở màn chiến tranh
Benbow được đưa ra hoạt động sau khi Chiến tranh Thế giới thứ hai đã nổ ra, vị chỉ huy đầu tiên của nó là Đại tá Hải quân H. W. Parker. Benbow gia nhập Hải đội Chiến trận 4 thuộc Hạm đội Grand, lúc đó đang đặt căn cứ tại Scapa Flow, và đảm trách vai trò soái hạm của Hải đội Chiến trận 4 cho đến tháng 6 năm 1916. Nó cũng đóng vai trò soái hạm của Đô đốc Douglas Gamble cho đến khi ông được thay thế vào tháng 2 năm 1915 bởi Phó đô đốc Sir Doveton Sturdee.

### Trận Jutland
Trước trận Jutland, Benbow rời Scapa Flow cùng với phần còn lại của Hạm đội Grand dưới quyền chỉ huy của Đô đốc John Jellicoe vào ngày 30 tháng 5 năm 1916. Nó dẫn đầu Hải đội Chiến trận 4, bao gồm cả HMS Bellerophon, HMS Temeraire và HMS Vanguard; đơn vị này hình thành nên hàng tàu chiến ngay bên mạn phải soái hạm của Jellicoe, vốn là con tàu chị em Iron Duke khi chúng di chuyển theo hướng Đông Nam để gặp gỡ Hạm đội Biển khơi Đức. Lúc 17 giờ 10 phút ngày 31 tháng 5, Benbow chuyển một thông điệp đến Đô đốc Jellicoe trên chiếc Iron Duke về việc Hạm đội Biển khơi đang ở ngoài biển với khoảng 26-30 thiết giáp hạm ở hướng 347 theo hàng dọc phía trước. Như vậy đối thủ đang tiến ra khơi với toàn bộ sức mạnh, gồm 18 thiết giáp hạm dreadnought và mười thiết giáp hạm tiền-dreadnought; và hai bên đang theo hướng hội tụ vào nhau.
Benbow nổ súng lúc 18 giờ 30 phút với các loạt đạn rời rạc nhắm vào các thiết giáp hạm đối phương đi đầu thuộc lớp König. Tầm nhìn kém đã khiến phải ngừng bắn 10 phút sau đó, khi nó chỉ mới bắn sáu loạt đạn pháo 2 quả từ các tháp pháo phía trước. Lúc 19 giờ 00, nó bẻ lái sang mạn phải, hướng dẫn Hải đội 4 băng qua xác tàu đắm của chiếc tàu chiến-tuần dương HMS Invincible vốn bị phá hủy do một vụ nổ hầm đạn. Cú bẻ lái đã đưa chúng đi về phía hạm đội Đức, và đến 19 giờ 09 phút nó lại nổ súng với dàn pháo 6 inch (150 mm) nhắm vào các tàu khu trục Đức thuộc Chi hạm đội 3 ở khoảng cách 8.000 thước Anh (7.300 m), tin rằng chúng đã tung ra một cuộc tấn công bằng ngư lôi. Thực ra đối phương đang tìm cách cứu vớt những người còn sống sót trên tàu tuần dương hạng nhẹ Wiesbaden, vốn bị Invincible đánh hỏng trước đó và hiện đang phải chịu đựng hỏa lực của Hạm đội Grand. Sau đó, Benbow chuyển hỏa lực của nó nhắm vào các các tàu khu trục thuộc các chi hạm đội 6 và 9 đang tấn công bằng ngư lôi.
Lúc 19 giờ 17 phút Benbow nổ súng nhắm vào tàu chiến-tuần dương Derfflinger với một loạt đạn pháo 2 quả từ các tháp pháo phía trước; các quả đạn đi trượt quá mục tiêu và Benbow phải chỉnh lại kinh ngắm đồng thời đổi hướng để các khẩu pháo phía đuôi có thể khai hỏa. Sau đó nó bắn bốn loạt đạn 5 quả và một loạt đạn 4 quả, cho rằng đã bắn trúng một phát vào một tàu tuần dương Đức, nhưng sau đó không thể xác nhận. Nó lại phải ngừng bắn lúc 19 giờ 24 phút do tầm nhìn kém bởi làn khói mà các tàu khu trục Đức đã thả trong lúc chúng tấn công bằng ngư lôi. Hạm đội Biển khơi rút ra khỏi cuộc đụng độ và chạy về phía Nam. Đến 20 giờ 10 phút, một cuộc đụng độ lẻ tẻ diễn ra giữa các tàu khu trục V46 và V69 của Đức cùng Benbow và Hải đội Tuần dương nhẹ 2 của Anh; khi Benbow bắn một loạt pháo 6 inch (150 mm) và một quả đạn pháo hạng nặng duy nhất từ tháp pháo 'B' trước khi các con tàu Đức chạy thoát. Đó là lần tiếp xúc đối phương cuối cùng trong trận chiến, và Benbow cùng phần còn lại của hạm đội quay trở về Scapa Flow. Tổng cộng nó đã bắn 40 quả đạn pháo 13,5 inch (340 mm), tất cả đều là loại đạn xuyên thép (APC: "Armour Piercing capped"), và 60 quả đạn pháo 6 inch (150 mm). Nó đã thoát khỏi trậnchiến mà không bị hư hại hay thương vong.
Benbow trải qua thời gian còn lại của chiến tranh thả neo cùng với Hải đội Chiến trận 4 tại căn cứ nhà ở Scapa Flow, chỉ tham gia các cuộc thực tập cơ động hoặc tuần tra tại Bắc Hải.

### Sau chiến tranh

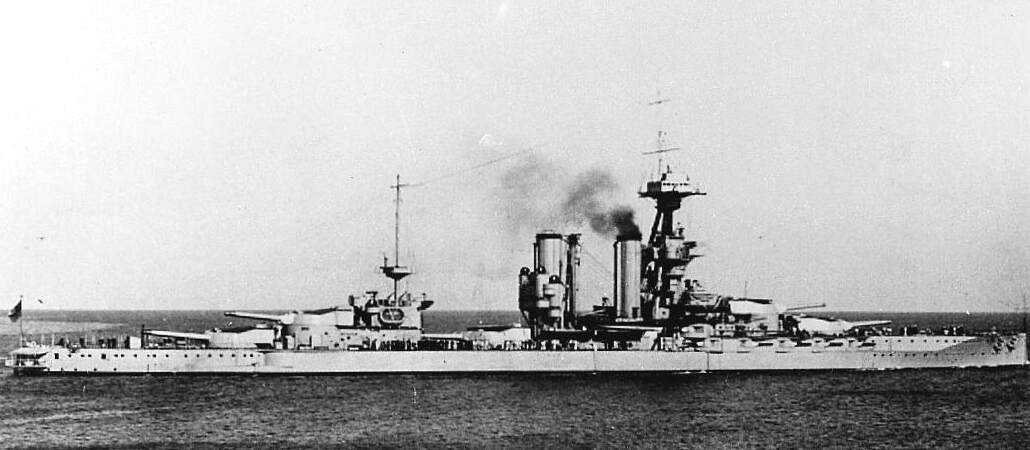
HMS Benbow vào năm 1921

Vào năm 1919, Benbow được phái đến Địa Trung Hải, và sau đó là đến Hắc Hải. Tại đây nó tiến hành một số cuộc bắn phá bờ biển nhằm hỗ trợ cho lực lượng Bạch vệ trong cuộc Nội chiến Nga cho đến khi chúng thất bại vào năm 1920. Nó tiếp tục ở lại cùng Hạm đội Địa Trung Hải cho đến năm 1926; vị chỉ huy của nó từ năm 1921 đến năm 1923 là James Fownes Somerville, sau này là Thủy sư Đô đốc Hải quân Hoàng gia Anh
Benbow rời Địa Trung Hải vào năm 1926 để được điều về Hạm đội Đại Tây Dương. Nó ngừng hoạt động vào năm 1929, được giải giáp theo những điều khoản của Hiệp ước Hải quân London năm 1930 và bị bán để tháo dỡ vào tháng 1 năm 1931; nó được tháo dỡ bởi hãng Metal Industries tại Rosyth từ tháng 3 năm 1931.